# Victoria Zinny
Victoria Zinny (Buenos Aires, 13 de mayo de 1943) es una actriz argentina nacionalizada italiana.

## Biografía
Ha actuado en numerosas películas y series de televisión, donde a menudo interpretaba a mujeres expuestas a situaciones trágicas. Tras su debut en 1961 en Viridiana de Luis Buñuel, destacan Viaggia, ragazza, viaggia, hai la musica nelle vene dirigida por Pasquale Squitieri (1973) y El túnel (1988) dirigida por Antonio Drove.
Está casada con el actor Remo Girone y tiene dos hijos de un matrimonio anterior, que también trabajan como actores.

## Filmografía completa

### Cine
- Viridiana (1961)
- Usted puede ser un asesino (1961)
- La muerte silba un blues (1964)
- I criminali della galassia (1965)
- The Legend of Lylah Clare  (1968)
- Quella piccola differenza (1969)
- Colpo rovente (1970)
- Prega il morto e ammazza il vivo (1971)
- Il vichingo venuto dal sud (1971)
- Vivi ragazza vivi! (1971)
- Viaggia, ragazza, viaggia, hai la musica nelle vene (1973)
- Keoma (1976)
- Una spirale di nebbia (1977)
- Starcrash (1978)
- Il malato immaginario (1979)
- Ciao nì! (1979)
- Razza selvaggia (1980)
- Io e Caterina (1980)
- Fantasma d'amore (1981)
- Il turno (1981)
- In viaggio con papà (1982)
- Arrivano i miei (1983)
- Flipper (1983)
- The lonely lady (1983)
- A tu per tu (1984)
- Tutti dentro (1984)
- Claretta (1984)
- Fatto su misura (1985)
- Quartiere (1987)
- Un'australiana a Roma (1987)
- Mak π 100 (1987)
- El túnel (1988)
- Giallo alla regola (1988)
- Beyond the door III (1989)
- Atto di dolore (1990)
- Il sole buio (1990)
- Il piccolo popolo (1990)
- Dalla notte all'alba (1992)
- Dietro la pianura (1994)
- Servo d'amore (1995)
- La signora della città (1996)
- Marquise (1997)
- Li chiamarono... briganti! (1999)
- La seconda ombra (2000)
- La prova (2000)
- In love and war (2001)
- Ne touchez pas la hache (2006)
- Il sole nero (2007)
- Misstake (2008)
- Il sogno (corto)  (2011)
- Roche papier ciseaux (2013)
- Obce ciało (2014)
- Rosso mille miglia (2015)
- Mothers (2017)
- Eter (2018)
- Portreti i Pambaruar (2019)

### Televisión
- L'inseguitore (1977)
- I racconti fantastici di Edgar Allan Poe (1979)
- La trappola originale (1982)
- Verdi (1982)
- Turno di notte (1987)
- Brigada central (1989)
- Le ragazze di Piazza di Spagna (1998)
- Dio vede e provvede (1998)
- Die Diplomatin (2016)